# Knooppunt Rottepolderplein
Knooppunt Rottepolderplein is een Nederlands verkeersknooppunt tussen de A200, de N205 en A9 in de Rottepolder in de gemeente Haarlemmermeer bij Haarlemmerliede ten oosten Haarlem.

## Knooppunt
Het Rottepolderplein bestaat in feite uit drie knooppunten: 
1. In het noorden kruist de A9 de A200 met een rotonde (de A200 loopt onder de A9 door).
2. In het zuiden sluit de N205 (administratief hier nog A205 en als verbindingsweg) aan op de A9.
3. Ten westen van dit knooppunt sluit deze verbindingsweg aan op de N205.

Het knooppunt tussen de A9 en de N205 (A205) had vanaf 1967 oorspronkelijk de naam afrit Haarlem-Zuid, met de ingebruikname van het wegvak Badhoevedorp – Haarlem Zuid. Het wegvak Rottepolderplein – Velsertunnel werd geopend in 1974.
De Ringvaartbrug A9 overspant de Ringvaart van de Haarlemmermeerpolder en maakt deel uit van het knooppunt. Bij het zuidwestelijke deel staat het kunstwerk Can't see the Wood for the Trees.
De situatie rond knooppunt Rottepolderplein is als volgt.
| Aansluitende wegen (noord) | Aansluitende wegen (noord) | Aansluitende wegen (noord)   | Aansluitende wegen (noord) | Aansluitende wegen (noord) |
| -------------------------- | -------------------------- | ---------------------------- | -------------------------- | -------------------------- |
|                            |                            | richting Beverwijk / Alkmaar |                            |                            |
|                            |                            |                              |                            |                            |
| richting Haarlem           | richting Halfweg           |                              |                            |                            |
|                            |                            |                              |                            |                            |
|                            |                            | Rottepolderplein zuid        |                            |                            |

| Aansluitende wegen (zuid) | Aansluitende wegen (zuid) | Aansluitende wegen (zuid) | Aansluitende wegen (zuid) | Aansluitende wegen (zuid)                                               |
| ------------------------- | ------------------------- | ------------------------- | ------------------------- | ----------------------------------------------------------------------- |
|                           |                           | Rottepolderplein noord    |                           |                                                                         |
|                           |                           |                           |                           |                                                                         |
| Rottepolderplein zuidwest |                           |                           |                           |                                                                         |
|                           |                           |                           |                           |                                                                         |
|                           |                           |                           |                           | richting Badhoevedorp / Schiphol / Amstelveen / Bijlmermeer (Amsterdam) |

| Aansluitende wegen (zuidwest) | Aansluitende wegen (zuidwest) | Aansluitende wegen (zuidwest)     | Aansluitende wegen (zuidwest) | Aansluitende wegen (zuidwest) |
| ----------------------------- | ----------------------------- | --------------------------------- | ----------------------------- | ----------------------------- |
|                               |                               |                                   |                               |                               |
|                               |                               |                                   |                               |                               |
| richting Haarlem-Zuid         | Rottepolderplein zuid         |                                   |                               |                               |
|                               |                               |                                   |                               |                               |
|                               |                               | richting Hoofddorp / Nieuw-Vennep |                               |                               |

Het driedubbelknooppunt kan het beste worden opgevat als één knooppunt met zes richtingen.

## Afbeeldingen

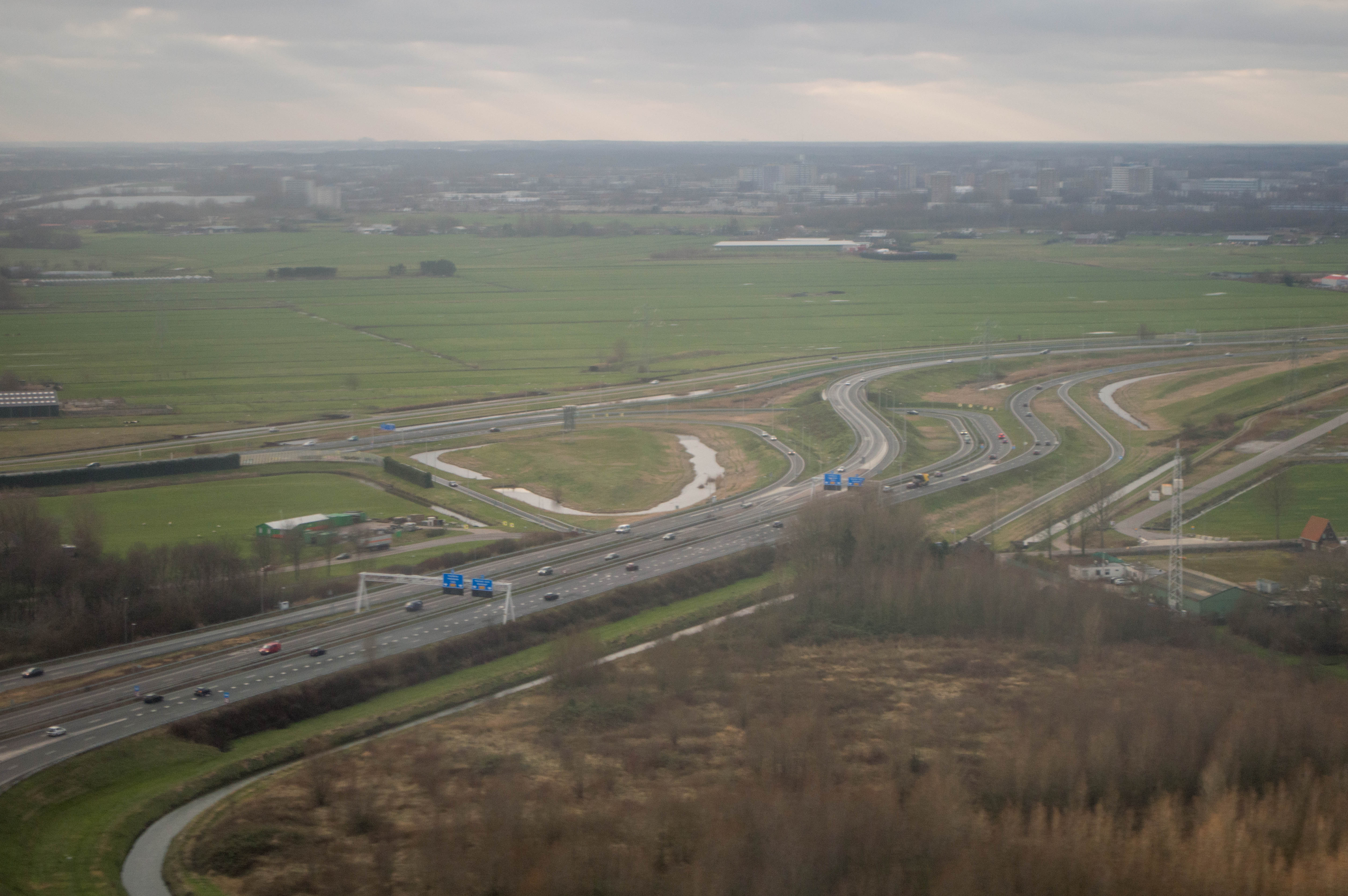
Knooppunt Rotterpolderplein (zuidwest)
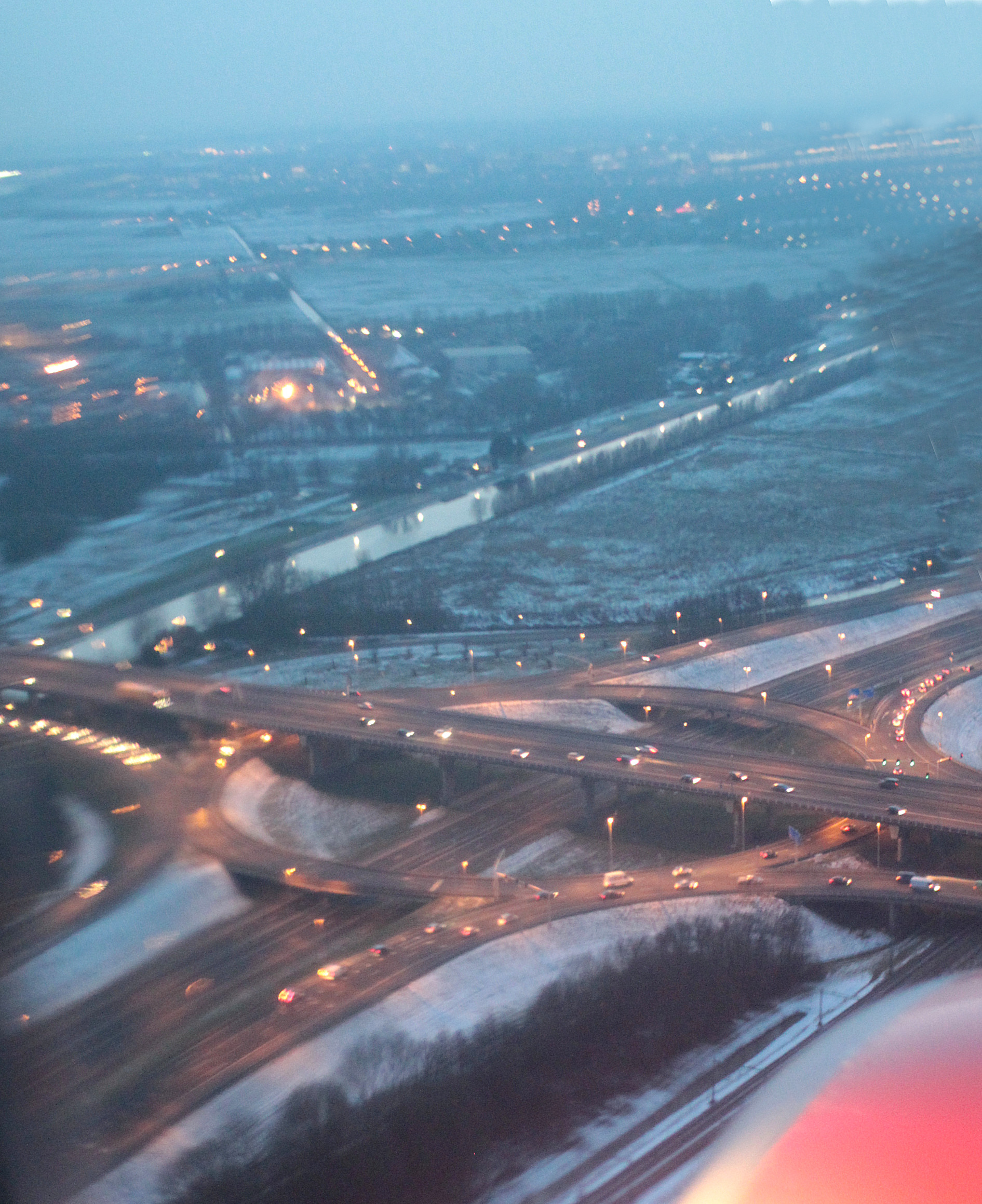
Knooppunt Rottepolderplein (noord) in 2013
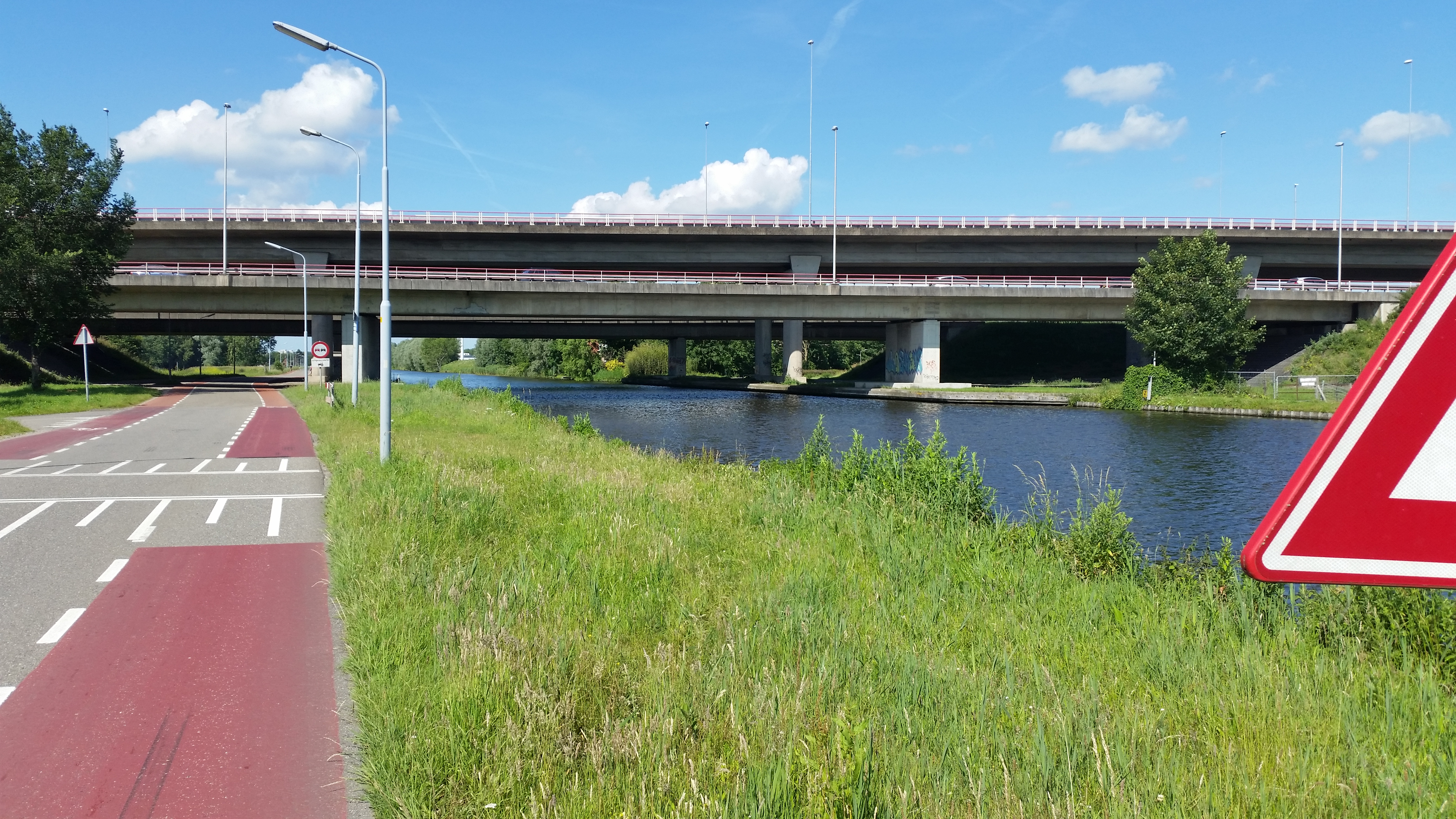
Ringvaartbrug A9 (juni 2019)

Almere · Amstel · Arnestein · Assen · Azelo · Badhoevedorp · Bankhoef · Batadorp · Beekbergen · Benelux · Beverwijk · Bodegraven ·  Boterdiep ·  Buren · Burgerveen · Coenplein · De Baars · De Hoek · De Hogt · De Nieuwe Meer · De Poel · De Punt · De Stok · Deil · Diemen · Drachten · Drie Klauwen · Eemnes · Ekkersweijer · Emmeloord · Empel · Euvelgunne · Everdingen · Ewijk · Galder · Gooimeer · Gorinchem · Gouwe · Grijsoord · Hattemerbroek · Heerenveen · Hellegatsplein · Het Vonderen · Hintham · Hoevelaken · Hofvliet · Holendrecht · Holsloot · Hoogeveen · Hooipolder · IJmuiden (niet officieel) · Joure · Julianaplein · Kerensheide · Kethelplein · Klaverpolder · Kleinpolderplein · Kooimeer · Kruisdonk · Kunderberg · Lankhorst · Leenderheide · Lunetten · Maanderbroek · Markiezaat · Muiderberg · Neerbosch · Noordhoek · Ommedijk · Oud-Dijk · Oudenrijn · Paalgraven · Princeville · Prins Clausplein · Raasdorp ·  Reitdiep ·  Ressen · Ridderkerk · Rijkevoort · Rijnsweerd · Rottepolderplein · Rozenburg · Sabina · Sint-Annabosch · Stelleplas · Slufter · Ten Esschen · Terbregseplein · Tiglia · Vaanplein · Valburg · Velperbroek · Velsen · Vlaardingen · Vught · Waterberg · Watergraafsmeer · Werpsterhoek · Westerlee · Ypenburg · Zaandam · Zaarderheiken · Zonzeel · Zoomland · Zuidbroek · Zurich

Geplande knooppunten:
De Liemers · Zestienhoven

Voormalige knooppunten:
Bocholtz · Ekkersrijt · Europaplein (Groningen) · Europaplein (Maastricht) · Lindenholt